# Kargil
Kargil (o en atenció a la pronúncia, Karguil) és una ciutat del Ladakh, que va formar part de l'antic estat de Jammu i Caixmir fins al 2019. És la capital del districte de Kargil i està situada a 2.676 metres d'altitud, a la vora del riu Suru. Segons el cens de 2001 tenia 9.944 habitants. La població és d'ètnia tibetana o dard, budistes fins a l'Edat Mitjana, però des de fa segles musulmans xiïtes (5% de sunnites i 5% de budistes).